# Adriano Sansa
Adriano Sansa (Pola, 27 agosto 1940) è un politico, magistrato, scrittore e poeta italiano.

## Biografia
Sansa nacque a Pola, in Istria, all'epoca nel Regno d'Italia e oggi in Croazia.
In seguito al passaggio della città alla Jugoslavia, nel 1947 si trasferì con la famiglia a Genova come profugo durante l'esodo istriano e poi divenne magistrato. Nel 1967 iniziò a scrivere poesie; nel 1993 si candidò come indipendente di centrosinistra a sindaco di Genova, vincendo le elezioni al secondo turno con il 59,2% dei voti e diventando il primo sindaco del capoluogo ligure eletto direttamente dai cittadini, a seguito della riforma elettorale entrata in vigore in quell'anno.
Alle elezioni del 1997 l'Ulivo scelse di non candidarlo per un secondo mandato a causa di "insufficiente capacità di interlocuzione", preferendo al suo posto Giuseppe Pericu, che poi vinse le elezioni; Sansa partecipò comunque alle elezioni appoggiato dalla lista civica "Noi per Sansa, Sansa per Genova" ottenendo il 13,47% dei voti.
Ritornato in magistratura nel 1997, ricoprì la carica di presidente del Tribunale per i minorenni di Genova, proseguendo la sua attività di scrittore e poeta.

## Vita privata
Sposato con Maria Carla Perrone, è padre di Ferruccio Sansa, giornalista d'inchiesta per Il Fatto Quotidiano, che è stato candidato presidente della Liguria per il centro-sinistra alle elezioni regionali del 2020.

## Opere
- Vigilia, Sabatelli, 1967
- La casa a Sant'Ilario, Resine, 1972
- La Repubblica diseguale, San Paolo, 1975
- La memoria e la speranza. Un'idea di giustizia per i nostri anni, Marietti, 1990, ISBN 88-211-6880-8
- Onore di pianti. In memoria dei martiri di Sicilia, Marietti, 1993, ISBN 88-211-6301-6
- Affetti e indignazione. Poesie scelte (1967-1995), All'Insegna del Pesce d'Oro, 1995, ISBN 88-444-1290-X
- Il dono dell'inquietudine, Il Nuovo Melangolo, 2003, ISBN 88-7018-494-3
- La speranza del testimone, Il Nuovo Melangolo, 2010, ISBN 88-7018-765-9
- L'esule felice,  Il Canneto, Genova, 2020, ISBN ISBN 9788899567804